# Лукас (Канзас)
Лукас (енгл. Lucas) град је у америчкој савезној држави Канзас.

## Демографија
По попису из 2010. године број становника је 393, што је 43 (-9,9%) становника мање него 2000. године.
| Група             | 2000.       | 2010.       |
| Белци             | 424 (97,2%) | 382 (97,2%) |
| Афроамериканци    | 6 (1,4%)    | 0 (0,0%)    |
| Азијати           | 0 (0,0%)    | 3 (0,8%)    |
| Хиспаноамериканци | 2 (0,5%)    | 6 (1,5%)    |
| Укупно            | 436         | 393         |